# Роосна-Алліку
Ро́осна-Алліку (ест. Roosna-Alliku alevik) — селище в Естонії, у міському самоврядуванні Пайде повіту Ярвамаа.

## Населення
Чисельність населення на 31 грудня 2011 року становила 427 осіб.

## Географія
Через населений пункт проходить автошлях 5 (Пярну — Раквере — Симеру).  Від селища починаються дороги 15120 (Роосна-Алліку — Ярва-Яані) та 15155 (Пеетрі — Роосна-Алліку).

## Історія
З 7 травня 1992 до 25 жовтня 2017 року селище входило до складу волості Роосна-Алліку й було її адміністративним центром.

## Пам'ятки
- Миза Роосна-Алліку (Roosna-Alliku mõis). Пам'ятки архітектури, що розташовані в маєтку:
  - Головна будівля[2]
  - Будинок прикажчика[3]
  - Парк[4]
  - Льох[5]

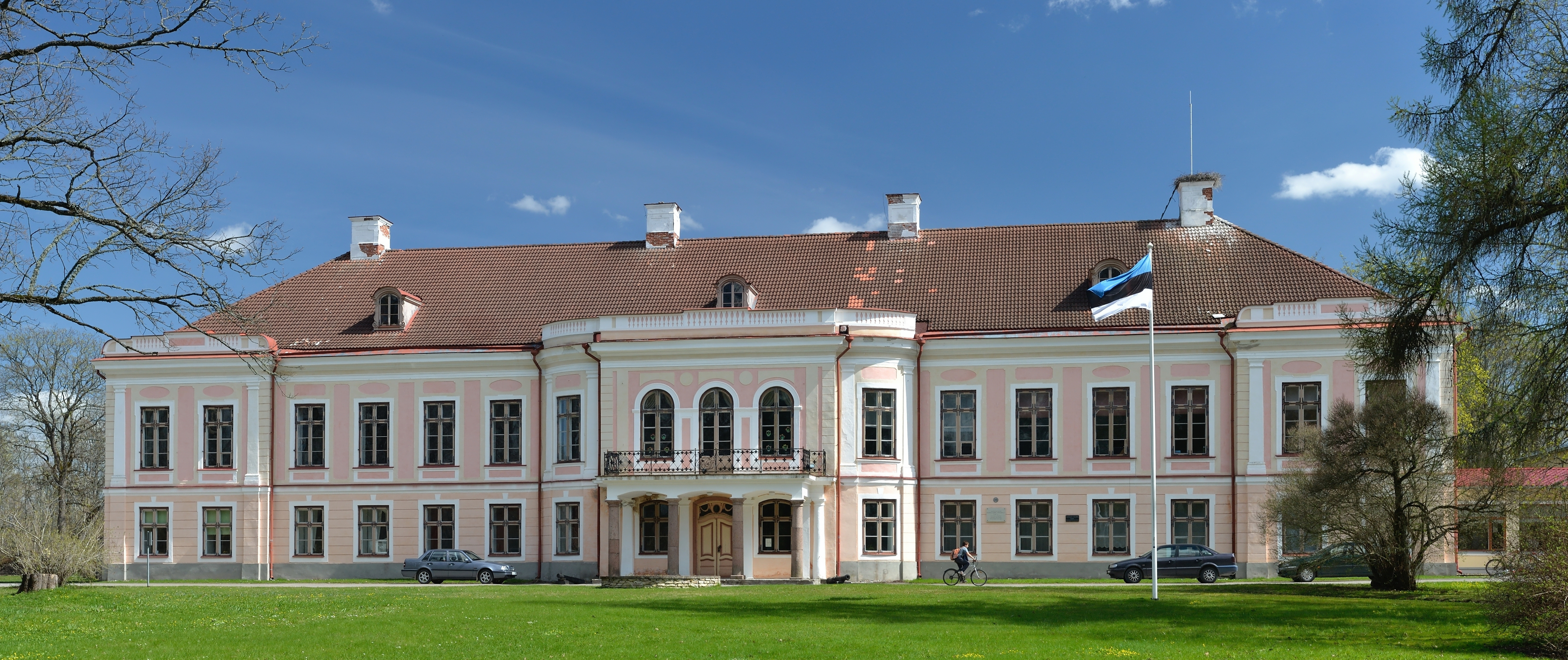
Головна будівля мизи
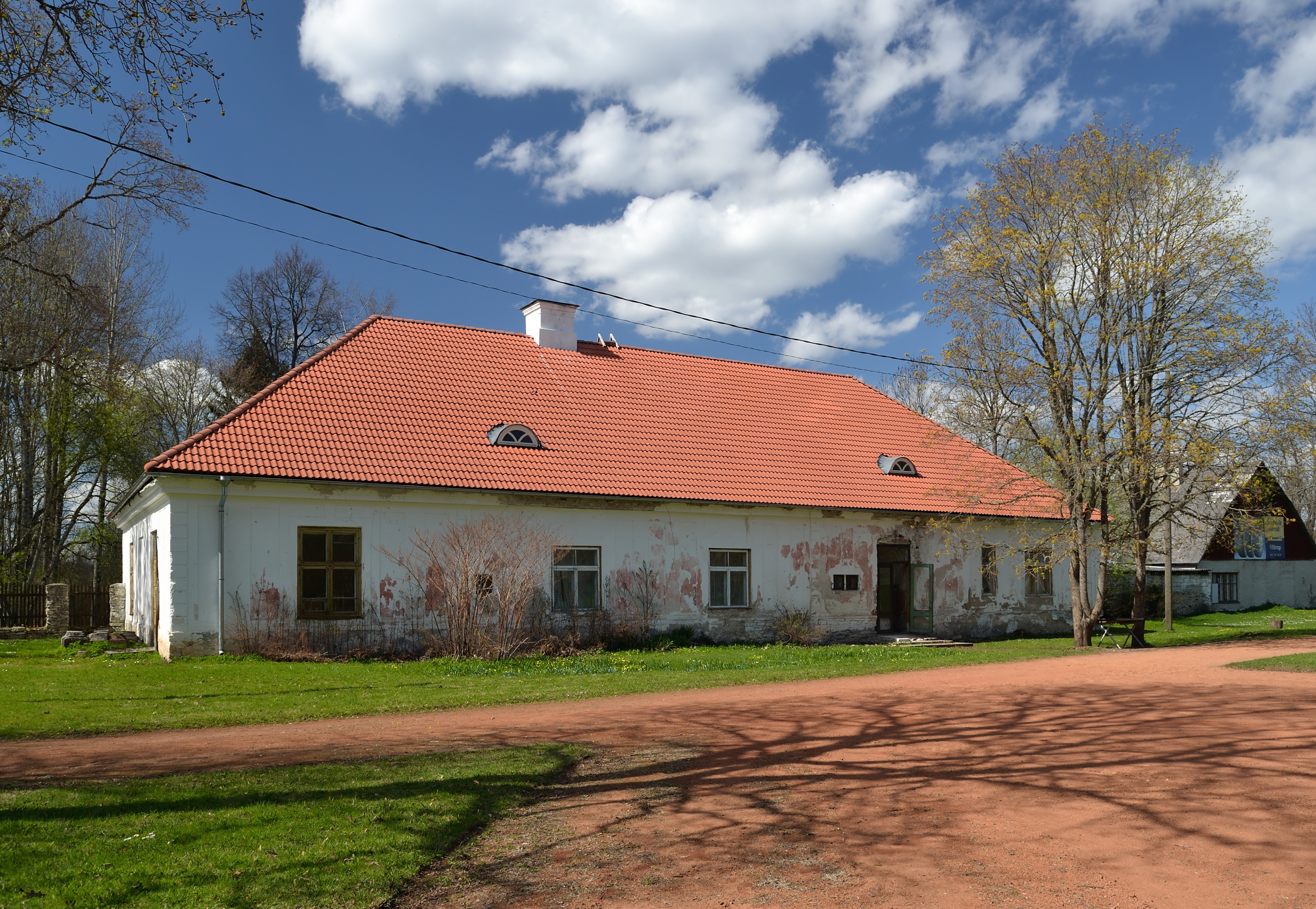
Будинок прикажчика в маєтку
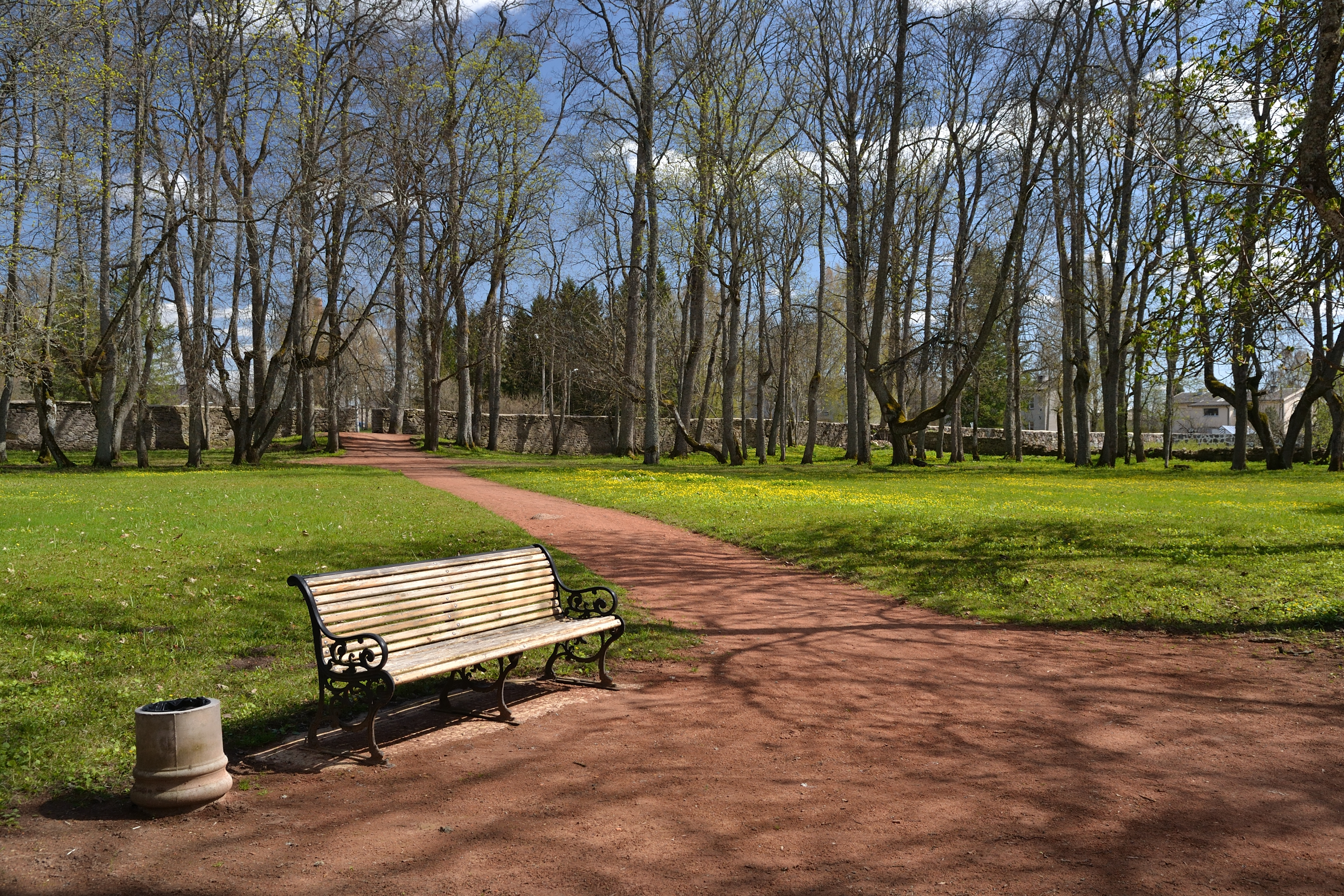
Парк маєтку
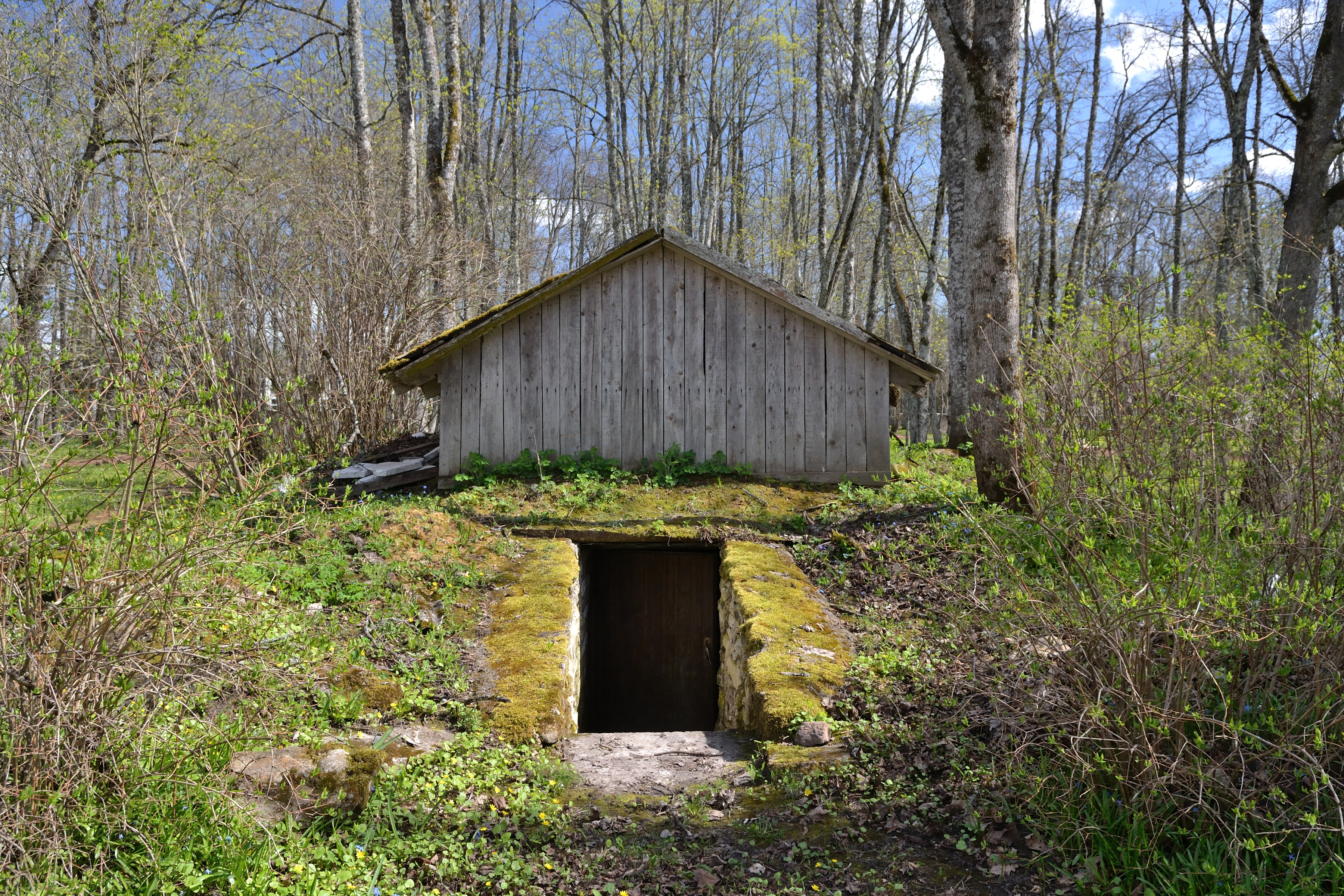
Льох